# Zygocera
Genre
Zygocera est un genre australien de longicornes de la famille des Cerambycidae.

## Liste des espèces
Selon GBIF (20 octobre 2024) :
- Zygocera albostictica (Breuning, 1939)
- Zygocera apicespinosa (Breuning, 1939)
- Zygocera bivittata (Breuning, 1939)
- Zygocera bivittipennis (Breuning, 1968)
- Zygocera freyi (Breuning, 1956)
- Zygocera metallica Westwood, 1863
- Zygocera pentheoides Pascoe, 1859
- Zygocera pruinosa (Boisduval, 1835)

## Systématique
Le nom valide complet (avec auteur) de ce taxon est Zygocera Dejean, 1835.
Zygocera a pour synonymes :
- Disternopsis Breuning, 1939
- Plocamocera Breuning, 1939
- Pseudodisterna Breuning, 1953
- Trichozygocera Breuning, 1956